# Sylvinho
Sylvinho, "Sylvio Mendes Campos Junior", född 12 april 1974 i São Paulo, är en brasiliansk fotbollstränare och före detta fotbollsspelare som är förbundskapten för Albanien.
Sylvinho har tidigare spelat för Corinthians i Brasilien som han lämnade 1999 för spel i Arsenal i Premier League. Därefter hamnade han i Spanien och Celta Vigo under tre säsonger. Efter tre säsonger i Celta Vigo så hamnade han hos de spanska giganterna FC Barcelona. Där spelade han fem säsonger och vann bland annat två Uefa Champions League titlar och även ett par titlar till. Under 2008-2009 fick han vara med och vinna den historiska trippeln när FC Barcelona vann Uefa Champions League, Copa del Rey samt La Liga. Sylvinho fick spela hela Uefa Champions League-finalen mot Manchester United och var en nyckelspelare på plan där han hade i uppgift att markera Wayne Rooney. FC Barcelona vann matchen med 2–0.
Efter säsongens slut gick Barcelona ut med att de inte tänkte förlänga Sylvinhos kontrakt som gick ut 30 juni 2009. Sylvinho var därefter klubblös tills han skrev på ett ettårskontrakt med Manchester City 24 augusti 2009. I Manchester City var dock Sylvinho placerad på bänken i ett par matcher, utan att bli inbytt. Sylvinho gjorde Premier League-debut för Manchester City den 12 december i bortamatchen mot Bolton Wanderers - matchen slutade 3–3 och Sylvinho spelade hela matchen.
Sylvinho har även representerat Brasiliens landslag vid sex tillfällen.

## Meriter
FC Barcelona
- 2008-09 UEFA Champions League
- 2008-09 Copa del Rey
- 2008-09 La Liga
- 2006-07 Supercopa de España
- 2005-06 UEFA Champions League
- 2005-06 La Liga
- 2005-06 Supercopa de España
- 2004-05 La Liga

Corinthians
- 1998-99 Campeonato Paulista
- 1997-98 Campeonato Brasileiro
- 1996-97 Campeonato Paulista
- 1994-95 Campeonato Paulista
- 1994-95 Copa do Brasil